# Sergej Tatisjtjev
Sergej Spiridonovitj Tatisjtjev (ryska: Сергей Спиридонович Татищев), född 10 mars (gamla stilen: 28 februari) 1846 i Sankt Petersburg, död 20 augusti (gamla stilen: 7 augusti) 1906 i Graz, var en rysk publicist och historiker.
Tatisjtjev deltog i rysk-turkiska kriget 1877–1878 och tjänstgjorde i utrikesministeriet. Bland hans historiska arbeten märks Vnjesjnaja politika imperatora Nikolaja I:ago (1887), Imperator Nikolaj I i inostrannye dvory (Tsar Nikolaj och de utländska hoven; 1888), Iz piosjlago russkoj diplomatiki (1890), Alexandre I et Napoleon d'après leur correspondance inédite 1801–12 (1891) samt den utförliga biografin över Alexander II i "Russkij bibliografitjeskij slovar" (1897).